# Christoph Rassy
Christoph Rassy, född 31 juli 1934, död 8 november 2021, var en tysk-svensk segelbåtskonstruktör. 

## Biografi
Rassy växte upp i Bayern i södra Tyskland vid sjön Starnberger See, och blev båtbyggarlärling vid ett litet träbåtsvarv. Han ville snart bygga större båtar, och tänkte att Sverige som ett stort land med mycket omgivande vatten borde vara en plats där fler och större båtar byggdes. Han skrev brev till flera svenska varv och fick positiv respons från ett litet varv i Nötesund, dit han anlände 1960. Vid sidan av arbete på varvet byggde han även båtar till sig själv på fritiden som han framgångsrikt kappseglade med och sedan sålde med förtjänst. I mitten av 1960-talet övertog Rassy Harry Hallbergs varvslokal i Kungsviken när Hallberg byggde nya lokaler i Ellös.
År 1972 drog sig Harry Hallberg tillbaka, och hans verksamhet övertogs av Rassys båtbyggeri i Kungsviken. Det nya företaget sammanförde verksamhet från de båda företagen och fick namnet Hallberg-Rassy Varvs AB, trots att Hallberg och Rassy aldrig varit kompanjoner.
Rassy kom att framgångsrikt leda varvet Hallberg-Rassy, även när andra svenska varv tappade fart och fick svårigheter efter 1970-talets gyllene år. Han utvecklade målmedvetet konceptet den goda långfärdsbåten, där varvet fram till 2021 tillverkat cirka 9 500 båtar som levererats till hela världen.
Christoph Rassy var gift med Mai Rassy och far till Magnus Rassy och Tomas Rassy.

## Utmärkelser
- 2018 – Tore Herlin-medaljen för sina stora insatser inom båtbyggeri utdelat av Svenska Kryssarklubben.[5]
- 2020 – Lifetime Achivement Award från Boat builder Awards for Business Achievement, för den betydande roll han och företaget spelat för båtbranschen.[6]